# Stacy Edwards
Stacy Edwards (nascida em 04 de março de 1965) é uma atriz americana.
Edwards nasceu em Glasgow em Montana , é filha de Patty e Edwards Preston que foi oficial da Força Aérea. Aos 18 anos, ela recebeu uma bolsa de estudos para o  Lou Conte Dance Studio em Chicago e começou a desempenhar sua carreira como bailarina e atriz. Ela interpretou Hayley Bensonna na série de drama da NBC Santa Barbara de 1986 a 1988. Ela também teve um papel no elenco principal do drama médico Chicago Hope como Dr. Lisa Catera por 2 temporadas de 1997 a 1999. Ela apareceu em um episódio de The Mentalist que foi ao ar 30 de setembro de 2010 e recentemente em um comercial para o Bank of America. Ela também estrelou em The Lying Game interpretando Annie Hobbs e apareceu no décimo sétimo episódio da primeira temporada da série Hawaii Five-0 como Mrs. Brown.
Edwards foi casada com Eddie Bowz desde 1996. Bowz também é ator, eles se conheceram quando trabalhavam juntos no filme The Fear.

## Filmography
| Ano  | Nome                    | Personagens     |
| ---- | ----------------------- | --------------- |
| 2013 | The Bling Ring          | Debbie          |
| 2011 | The Lying Game          | Annie Hobbs     |
| 2010 | Diary of a Wimpy Kid    | Aunt Loretta    |
| 2008 | Ghost Whisperer         | Liz             |
| 2007 | Criminal Minds          | Kelly Cutler    |
| 2007 | Private Practice        | Maria           |
| 2007 | Superbad                | Evan's Mom Jane |
| 2004 | House MD                |                 |
| 2002 | Joshua                  | Maggie          |
| 2002 | Local Boys              | Jessica Dobson  |
| 2002 | Speakeasy               | Sophie Hickman  |
| 2001 | Prancer Returns         | Denise Holton   |
| 2001 | Driven                  | Lucretia Clan   |
| 2000 | Four Dogs Playing Poker | Holly           |
| 2000 | The Next Best Thing     | Finn            |
| 2000 | Mexico City             | Mitch Cobb      |
| 1999 | The Bachelor            | Zoe             |
| 1999 | Black and White         | Sheila King     |
| 1998 | Primary Colors          | Jennifer Rogers |
| 1997 | Men Seeking Women       | Jennifer        |
| 1997 | In the Company of Men   | Christine       |
| 1997 | Tumbling After          | Jill Gates      |
| 1996 | The Cottonwood          |                 |
| 1995 | O Medo                  | Becky           |
| 1993 | Relentless III          | Toni Keely      |
| 1993 | Private Lessons II      | Mrs. Cooper     |
| 1993 | Skeeter                 | Mary Ann        |
| 1990 | Spontaneous Combustion  | Peggy Bell      |

### Ligações Externas
- Stacy Edwards. no IMDb.